# جون اندروز (دراج)
جون اندروز (بالإنجليزية: Jon Andrews) هو دراج نيوزيلندي، ولد في 26 أبريل 1967 في كرايستشرش في نيوزيلندا.

## وصلات خارجية
- جون اندروز على موقع أرشيف الدراجات (الإنجليزية)
- جون اندروز على موقع اللجنة الأولمبية الدولية (الإنجليزية)
- جون اندروز على موقع أوليمبيديا (الإنجليزية)
- جون اندروز على موقع اللجنة الأولمبية النيوزيلندية (الإنجليزية)
- جون اندروز على موقع اتحاد ألعاب الكومنولث (مؤرشف) (الإنجليزية)